# 永兴街道 (南通市)
永兴街道，是中华人民共和国江苏省南通市崇川区下辖的一个乡镇级行政单位。

## 行政区划
永兴街道下辖以下地区：
曙光社区、越江社区、永兴村社区、节制闸村社区、曙光村社区、东港村社区、芦泾村社区、窑墩坝村社区、永兴花苑社区、永兴佳苑社区、高迪晶城社区和永和社区。